# Gražvydas Mikulėnas
Gražvydas Mikulėnas (* 16. Dezember 1973 in Vilnius, UdSSR) ist ein ehemaliger litauischer Fußballspieler. 

## Vereinskarriere
Mikulėnas stammt aus der Jugendabteilung von Žalgiris Vilnius. Nach sechs erfolgreichen Saisons für Žalgiris Vilnius mit zwei Meistertiteln, vier Pokalsiegen und dem Gewinn der Baltic League 1993/94 wechselte er 1997 nach Polen zu Polonia Warschau, wo er auf Anhieb überzeugte und 1999 vom damaligen Champions-League-Teilnehmer Croatia Zagreb (jetzt Dinamo Zagreb) verpflichtet wurde. In anderthalb Jahren in Zagreb brachte es Mikulėnas auf nur 15 Ligaeinsätze und 4 Tore. Im Jahr 2000 kehrte er nach Polen zurück und spielte hier seitdem für einige Vereine in der Ekstraklasa und der zweitklassigen 1. Liga. 2002 machte er einen kurzen Abstecher nach Griechenland (Akratitos), 2004 nach Lettland (FK Ventspils). Von 2008 bis 2010 stand er bei GKS Katowice unter Vertrag, danach wechselte er zu Wigry Suwałki in die dritthöchste Spielklasse im polnischen Fußball, wo er 2012 seine Karriere beendete. 

## Nationalmannschaft
Er spielte von 1997 bis 2003 zwölf Mal in der Litauischen Fußballnationalmannschaft und erzielte ein Tor.

## Erfolge
- Litauischer Meister (1991 und 1992)
- Litauischer Pokalsieger (1991, 1993, 1994 und 1997)
- Kroatischer Meister (1999)
- Polnischer Meister (2000)
- Polnischer Ligapokal (2000)
- Lettischer Pokalsieger (2004)
- Baltic League (1993/94)